# Национальный музей Равенны

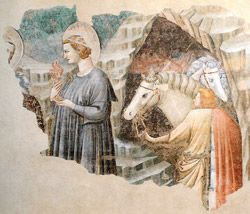
Пьетро да Римини. Поклонение волхвов (фрагмент). Национальный музей Равенны

Национальный музей Равенны (итал. Museo nazionale di Ravenna) — государственный музей с артефактами разных эпох, главным образом, из истории Равенны. Расположен в здании бывшего бенедиктинского монастыря на Via San Vitale, рядом с базиликой Сан-Витале.
Открыт в 1804 г. под названием Museo Classense Municipale; современное название с 1885 г. Основу коллекций музея составили церковная утварь и артефакты из равеннских монастырей, распущенных при «наполеоновской» секуляризации в конце XVIII и начале XIX вв., в том числе камальдулийского в Классе (ныне пригород Равенны) и францисканского монастырей и монастыря клариссинок. 
Содержит собрание римских монет, позднеантичной (V в.) резьбы по слоновой кости. Один из знаменитых экспонатов музея — ковчежец середины V в. с резьбой на популярный тогда сюжет Traditio legis. 
Из живописи эпохи Средневековья большую ценность представляет цикл из 8 фресок выполненных Пьетро да Римини, выполненных художником в 1320—40 гг.; фрески сняты из бывшей равеннской церкви св. Клары. 
Среди прочего в Национальном музее хранится также коллекция тканей и живописи XVII—XVIII веков. Внутренний двор музея украшен древнеримской и ранехристианской скульптурой: каменные кресты IV—V веков, саркофаги.
При раскопках на территории церкви св. Франциска, которые проводились в 1879 г., был найден украшенный золотом позднеантичный мраморный саркофаг. Золотое убранство саркофага было выставлено в музее. Там же был выставлен так называемый Панцирь Теодориха, найденный близ его мавзолея. Золото из базилики и панцирь были украдены. Современное местонахождение этих уникальных артефактов неизвестно.